# NGC 2794
NGC 2794 este o galaxie LINER situată în constelația Racul. A fost descoperită în 15 martie 1866 de către Heinrich Louis d'Arrest. Se află la o distanță de 124,18 de megaparseci de Pământ.